# Чернаковское сельское поселение
Чернаковское се́льское поселе́ние — муниципальное образование в Упоровском районе Тюменской области Российской Федерации.
Административный центр — деревня Чёрная.

## История
Статус и границы сельского поселения установлены Законом Тюменской области от 5 ноября 2004 года № 263 «Об установлении границ муниципальных образований Тюменской области и наделении их статусом муниципального района, городского округа и сельского поселения».

## Население
| 2010  | 2011  | 2012  | 2013  | 2014  | 2015  | 2016  |
| ----- | ----- | ----- | ----- | ----- | ----- | ----- |
| 1132  | →1132 | ↗1150 | ↗1166 | ↘1133 | ↘1120 | ↗1141 |
| 2017  | 2018  | 2019  | 2020  | 2021  |       |       |
| ↗1147 | ↗1148 | ↘1127 | ↘1117 | ↘937  |       |       |

## Состав сельского поселения
| № | Населённый пункт | Тип населённого пункта          | Население |
| - | ---------------- | ------------------------------- | --------- |
| 1 | Кокуй            | деревня                         | 79        |
| 2 | Николаевка       | село                            | 9         |
| 3 | Чащина           | деревня                         | 149       |
| 4 | Чёрная           | деревня, административный центр | 750       |
| 5 | Шашова           | деревня                         | ↗164      |